# Association Argentine Football League
La Association Argentine Football League (abbreviato in AAFL) è stata una federazione argentina di calcio. Fu fondata nel marzo 1891  e si sciolse nello stesso anno, una volta terminato il campionato. È stata la prima federazione calcistica argentina in assoluto. Il presidente fu F. L. Wooley.

## Storia
La federazione fu fondata da vari presidenti e dirigenti dei club; alla riunione costitutiva parteciparono Alec Lamont, F. L. Wooley, W. H. McIntoch, H. G. Caird, T. Mac Ewen e F. Archer. La sede era in calle Buen Orden 1595. Al primo torneo presero parte cinque delle sei squadre previste; difatti, una delle compagini fondatrici, l'Hurlingham, si iscrisse al campionato ma non giocò alcun incontro. Al primo posto giunsero a pari punti due squadre, Old Caledonians (formata da lavoratori della compagnia inglese "Bautame & Peason") e Saint Andrew Scotch. La federazione decise dunque di disputare uno spareggio, che si tenne a Flores e che fu vinto dal Saint Andrew's per 3-1. In seguito al termine del campionato la federazione si sciolse.

## Lista dei club fondatori[4]
- Belgrano Football Club
- Buenos Aires and Rosario Railways Athletic Club
- Buenos Aires Football Club
- Hurlingham Football Club
- Old Caledonians Football Club Buenos Aires
- Saint Andrew Scotch Athletic Club

## Competizioni
- Campionato argentino di calcio 1891